# 2302 Florya
2302 Florya је астероид главног астероидног појаса чија средња удаљеност од Сунца износи 2,644 астрономских јединица (АЈ).
Апсолутна магнитуда астероида је 12,1.